# Stralsund (Schiff, 1841)
Die Stralsund war ein deutscher Seitenraddampfer und das erste Passagierdampfschiff unter der Flagge Stralsunds. 
Der 1840 von Stralsunder Reedern und Kaufleuten gegründete Dampfschiffahrts-Verein gab um 1840 den Bau eines Seitenraddampfers bei der Werft A. & R. Hoppes in Newcastle upon Tyne in Auftrag. Die Dampfmaschine wurde vom Maschinenbaumeister John Dunn Marshall in South Shields hergestellt. Der Stapellauf fand am 8. Februar 1841 statt. Am 5. Mai 1841 lief die Stralsund, deren hölzerner Schiffsrumpf verkupfert worden war, zur ersten Probefahrt aus. Bei der Überführung nach Stralsund, zu der das Schiff am 19. Mai Newcastle verließ, musste das Schiff wegen Kohlenmangels in Helsingör festmachen und erreichte daher erst am 24. Mai 1841, einen Tag später als geplant, den Stralsunder Hafen.
Nach einigen Probefahrten, bei denen unter anderem ein Segelschiff bugsiert wurde, fand am 31. Mai 1841 die erste Fahrt mit Passagieren von Stralsund zum Hafen Lauterbach bei Putbus und zurück statt. Ab dem 3. Juni 1841 verkehrte die Stralsund zweimal in der Woche auf der Dampferlinie Stralsund–Stettin. Daneben wurden Ausflugsfahrten „Rund-um-Rügen“ und Fahrten in See unternommen und Bugsierdienste geleistet.
1850 verkaufte der Dampfschiffahrts-Verein das Schiff an den Stralsunder Reeder A. T. Kruse. Von ihm ging es an den Reeder und Königlich belgischer Konsul Johann Heinrich Bartels der es 1857 an F. A. Spalding & Sohn verkaufte, beide ebenfalls aus Stralsund. 1859 wurde die Stralsund abgebrochen.
Mit zwei Dampfmaschinen, die zwei Seitenräder trieben, erreichte die Stralsund eine Geschwindigkeit von ungefähr 7,5 Knoten. Die Tragfähigkeit lag bei 46,8 tdw, was 36 alten preußischen Normallasten entsprach. Für die 150 Passagiere standen nur einige kleine Kajüten und ein Gepäckraum zur Verfügung.